# John Stuart Mill
John Stuart Mill (Londra, 20 maggio 1806 – Avignone, 8 maggio 1873) è stato un filosofo ed economista britannico, uno dei massimi esponenti del liberalismo e dell'utilitarismo e membro del Partito Liberale.

Firma di John Stuart Mill

Considerato uno dei pensatori più influenti nella storia del liberalismo classico, Mill contribuì ampiamente allo sviluppo della teoria sociale, della teoria politica e dell'economia politica. Definito "il filosofo di lingua inglese più influente del diciannovesimo secolo", concepiva la libertà come una giustificazione dell'autonomia dell'individuo in opposizione allo stato dal potere illimitato e al controllo sociale.
Mill fu un sostenitore dell'utilitarismo, una teoria etica sviluppata dal suo predecessore Jeremy Bentham. Contribuì allo studio della metodologia scientifica, sebbene la sua conoscenza dell'argomento fosse basata sugli scritti di altri, in particolare su quelli di William Whewell, John Herschel e Auguste Comte e sulla ricerca condotta per lui da Alexander Bain. Intraprese un dibattito scritto con Whewell.
Membro del Partito Liberale e autore del primo lavoro femminista scritto da un uomo, The Subjection of Women, Mill fu anche il secondo appartenente al Parlamento del Regno Unito a chiedere il suffragio femminile dopo Henry Hunt nel 1832.

## Biografia

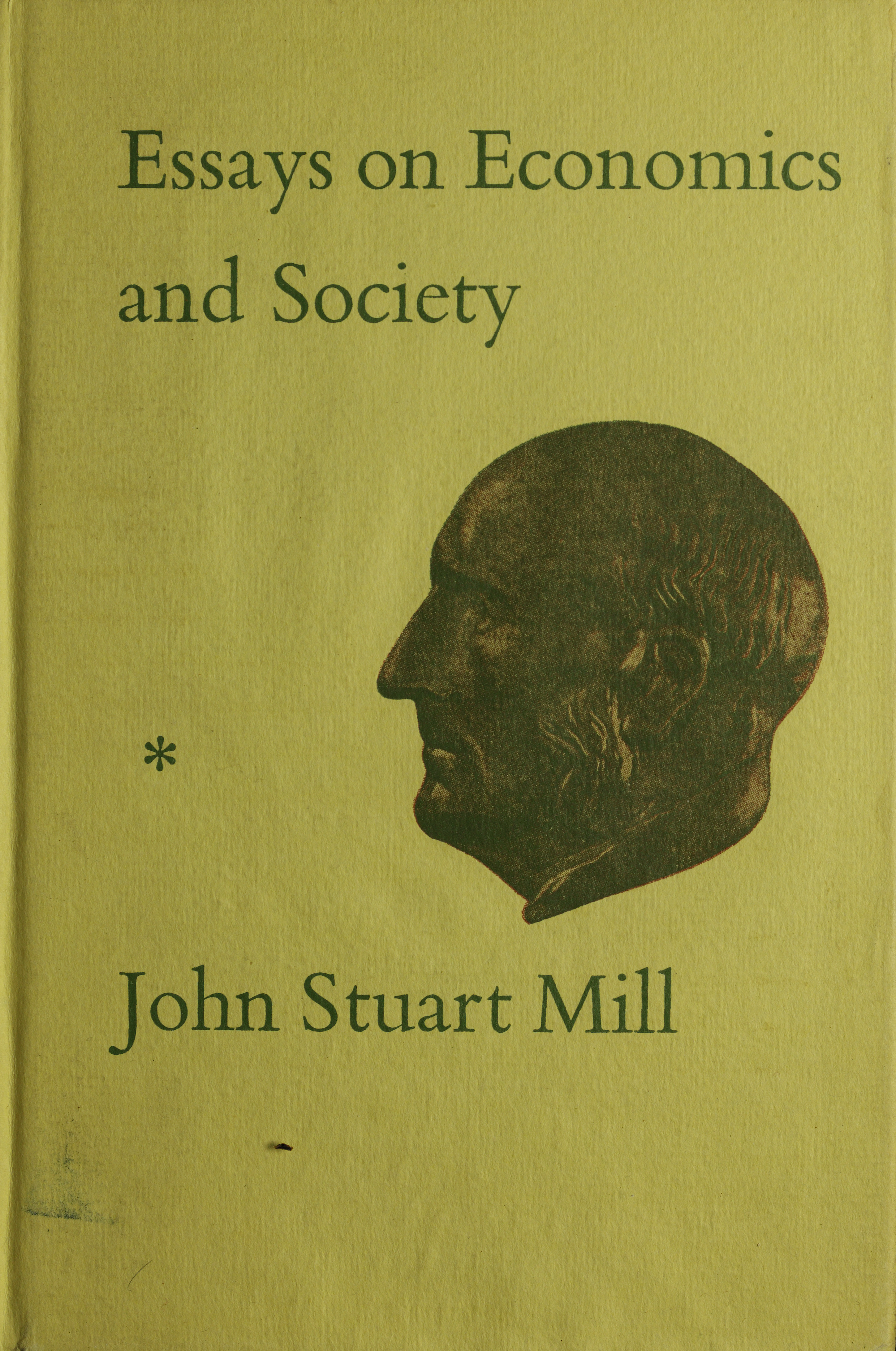
Essays on economics and society, 1967.

Nato a Pentonville, nel borough londinese di Islington, e figlio dello storico e filosofo scozzese James Mill, amico e seguace di Jeremy Bentham e amico di David Ricardo e Jean-Baptiste Say, fu istruito dal padre in modo molto rigoroso con l'obiettivo esplicito di creare un genio intellettuale dedito alla causa dell'utilitarismo. Mill fu in effetti un bambino estremamente precoce: fin dai tre anni introdotto alla matematica e alla storia, a dieci anni leggeva correntemente i classici greci e latini in lingua originale, a tredici studiò Adam Smith e David Ricardo, fondatori della nuova scienza dell'economia politica. A quattordici anni risiedette per un anno in Francia, apprezzando in pari misura le montagne, lo stile di vita, gli studi a Montpellier e l'ospitalità parigina di Say.
A vent'anni le fatiche fisiche e mentali dello studio lo fecero entrare in depressione, da cui presto guarì. Rifiutò di studiare alle Università di Oxford e Cambridge per non sottomettersi al requisito di venire incardinato tra la gerarchia della chiesa anglicana. Seguì invece il padre nell'accettare un impiego nella British East India Company, che tenne fino al 1858. Infine si trasferì in Francia, ad Avignone, dove poté frequentare di persona Auguste Comte, il padre del positivismo, e Alexis de Tocqueville, uno dei più famosi pensatori liberali. Nel 1858 morì la moglie Harriet Taylor (che aveva potuto sposare solo nel 1851, dopo una relazione di ventun anni, quando ella rimase vedova), la quale aveva influito molto sulle idee di Mill riguardo ai diritti delle donne (On Liberty, The Subjection of Women).
Tra il 1865 e il 1868 fu rettore della University of St. Andrews, l'università storica della Scozia, e al tempo stesso deputato liberale al Parlamento per il collegio londinese di City e Westminster, proponendo il diritto di voto alle donne, il sistema elettorale proporzionale e la legalizzazione dei sindacati e delle cooperative (Considerations on Representative Government). Nel 1872 fu anche padrino del piccolo Bertrand Russell. Morì ad Avignone l'anno seguente.
Come filosofo, aderì all'utilitarismo, teoria etica sviluppata da Jeremy Bentham, ma da cui J.S. Mill differì in senso più liberale e meno fedele al consequenzialismo.
Definito da molti come un liberale classico, la sua collocazione in questa tradizione economica è controversa per il discostarsi di alcune sue posizioni dalla dottrina classica favorevole al libero mercato.
J. S. Mill, infatti, riteneva che solo le leggi di produzione fossero leggi naturali, e quindi immutabili, mentre considerava le leggi di distribuzione come una fenomenologia etico - politica, determinate da ragioni sociali e, quindi, modificabili. Di conseguenza, è favorevole alle imposte, quando giustificate da argomenti utilitaristi. Inoltre Stuart Mill ammette un uso strumentale del protezionismo, quando questo sia funzionale a consentire ad una "industria bambina" di svilupparsi fino al punto da poter competere con le industrie estere, momento in cui le protezioni vanno rimosse.
Morì di erisipela ad Avignone nel 1873. In suo onore, gli venne intitolata la cittadina di Stuart Mill, in Australia.

## Il pensiero e le opere

### System of Logic(1843)

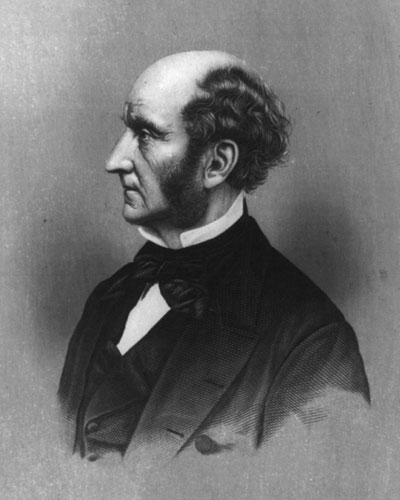
John Stuart Mill

Nell'opera System of Logic, Sistema della logica deduttiva e induttiva J.S. Mill conduce una critica alla logica come era tradizionalmente insegnata in Inghilterra nella prima metà del XIX secolo, proponendo una radicale riformulazione dei suoi termini e delle sue metodologie d'indagine.
La logica è «scienza della prova o dell'evidenza», si occupa non tanto delle verità che risaltano immediatamente (sensazioni, sentimenti ecc.) bensì della conoscenza mediata, frutto di un ragionamento, e quindi delle connessioni interne ad esso.
La logica, limitandosi ad organizzare i dati dell'esperienza, compie una prima operazione detta denominazione, cioè l'attribuzione di nomi alle cose. Mill distingue poi:
- termini denotativi, termini che indicano un oggetto senza riferimento alle sue qualità o attributi (i nomi propri);
- termini connotativi, termini che indicano la proprietà di un oggetto (attributi e nomi comuni)

La logica si interessa del linguaggio in quanto strumento del pensiero.
Mill distingue ancora tra proposizioni verbali, quando il predicato esprime un concetto già contenuto nel soggetto e quindi non forniscono nuove informazioni (gli uomini sono razionali), e proposizioni reali, quelle in cui il predicato esprime un concetto non contenuto nel soggetto.
Verbalità e realtà riguardano anche la connessione tra proposizioni diverse, quindi il ragionamento o inferenza.
Perché un ragionamento apporti conoscenza la proposizione conclusiva deve esser contenutisticamente diversa da quella di partenza, altrimenti è una pura trasformazione verbale.
Se per la logica tradizionale vi erano due tipologie di inferenza:
- deduttiva (deduzione), inferenza che va dal generale al particolare
- induttiva (induzione), inferenza che va dal particolare al generale.

Mill ne individua una terza a fondamento delle altre: l'inferenza avviene sempre dal particolare al particolare. Infatti nel sillogismo la premessa maggiore (ad es. «tutti gli uomini sono mortali») non è altro che un insieme di osservazioni particolari espressa in termini generali.
Quindi ogni nostra conoscenza parte da un dato empirico e le generalizzazioni sono solo derivate da rassegne di casi particolari (anche la matematica, si parte da oggetti empirici da cui si fa astrazione da certe loro proprietà).
L'inferenza si fonda quindi sull'induzione (e non la deduzione, vista la critica mossa da Mill al sillogismo). L'induzione perfetta, in cui si considerano tutti i casi particolari, alla fine dell'enumerazione non porta però nuova conoscenza.
Se io dico «Paolo è ebreo, Pietro è ebreo, Marco è ebreo ecc.» e così per tutti gli apostoli, alla fine concluderò «tutti i dodici apostoli sono ebrei» e ne risulterà una semplice trasformazione verbale.
L'induzione imperfetta o induzione per enumerazione semplice consente, dall'osservazione di X casi particolari, di inferire una qualità estendibile a tutti gli altri individui appartenenti alla medesima classe, anche a quelli non ancora esperiti. In questo caso c'è ampliamento della conoscenza.
La certezza che le osservazioni compiute siano poi estendibili a tutti non c'è mai, ma Mill apporta un'aggiunta a questo metodo rifacendosi al principio dell'uniformità della natura e di conseguenza alla legge di causalità necessaria. Quindi possiamo generalizzare perché supponiamo che la natura sia ordinata da leggi, anche se l'ordine vigente in natura è esso stesso una generalizzazione.
L'uniformità della natura ha come conseguenza la possibilità di prevedere eventi futuri basandosi sull'esperienza passata e tale prevedibilità viene estesa da Mill dalla natura all'ambito dell'agire umano. Conoscendo il carattere dell'individuo e gli impulsi da cui è mosso le sue future azioni diventano prevedibili e questo è il presupposto base, nonché materia di studio, della psicologia.
Se la psicologia si occupa della previsione delle azioni umane allora la sociologia si occuperà delle azioni collettive e della previsioni degli eventi sociali futuri.
Egli propone un modello di ragionamento deduttivo, capace di coniugare la verifica e l'osservazione a posteriori dei fenomeni (fisici e umani) con il ragionamento a priori su di essi. Mill dunque non è un empirista in senso assoluto, ossia non pensa che l'esperienza sia la fonte esclusiva delle nostre conoscenze, ma ritiene che una conoscenza astratta, puramente teorica, ovvero a priori, sia poco utile. È per lui possibile invece integrare teoria ed esperienza, combinare insieme ragionamento e osservazione, per non cadere nel dogmatismo razionalistico o nel relativismo empirista (o addirittura nello scetticismo): nella follia della ragione astratta o nell'idiotismo della pura esperienza. Nella riflessione di Stuart Mill, il fulcro di una tale ricerca teorica sull'etica riguarda il metodo d'indagine delle scienze sociali. Venivano infatti così definite quelle discipline che, a differenza delle scienze della natura, studiavano i fenomeni sociali, i problemi politici ed economici, la storia e i meccanismi della mente umana.
Secondo Mill queste discipline, a differenza delle scienze naturali, non potevano essere spiegate ricorrendo allo schema meccanico per cui ad una causa corrisponde sempre un determinato effetto: i fenomeni sociali infatti sono in genere determinati da una pluralità di cause che vanno analizzate e studiate, tenendo presente che la Legge di Causalità è il principio fondamentale di spiegazione di tutti i fenomeni naturali. Essa è nota per esperienza, allorché la mente, tramite un'induzione, comprende che due fenomeni si associano più volte in modo tale per cui la comparsa dell'uno si accompagna a quella dell'altro. Quando una tale osservazione particolare viene generalizzata, ossia quando si verifica un numero elevato di volte, possiamo dire che i due fenomeni sono in rapporto di causa-effetto.

### Principles of Political Economy(1848)

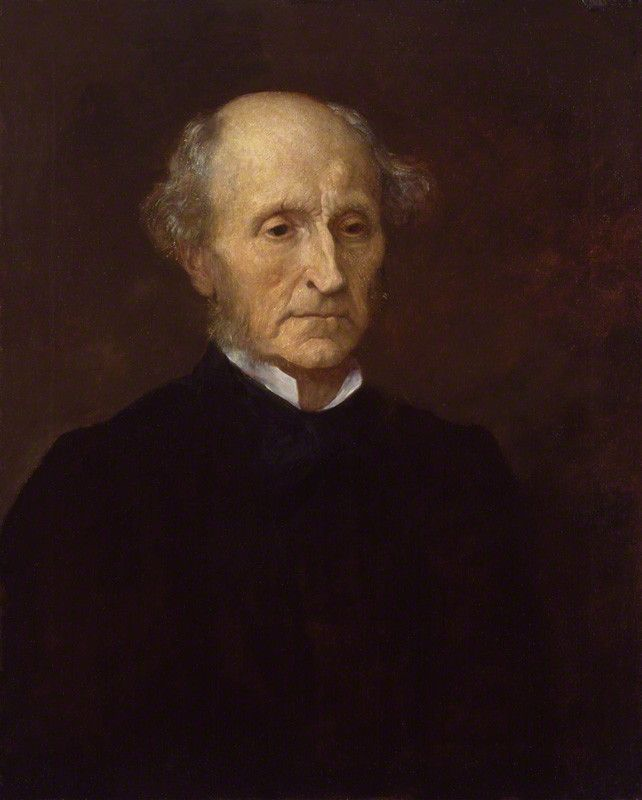
Ritratto di John Stuart Mill

L'opera più importante della produzione milliana sono senza dubbio i Principi di economia politica. Il testo racchiude in sé gran parte del pensiero liberale dell'autore, presentandoci la dottrina politico-sociale in tutta la sua complessità. 
Nel tentativo di riassumere il suo pensiero è utile riproporre la metafora che egli spesso usa nei suoi scritti: l'autore paragona la società ad un mulino ad acqua. Per capire il funzionamento del mulino, è necessario tener presente due elementi:
- Primo, occorre che ci sia una forza naturale, l'acqua che scorre, capace di produrre l'energia necessaria al funzionamento della macchina. Questa energia, che non può essere creata dall'uomo, non è controllabile e risponde a leggi naturali completamente avulse dalle regole dell'etica.
- Secondo, è necessario creare un meccanismo capace di sfruttare la forza della natura per trasformarla in ricchezza. Il meccanismo deve essere creato tenendo conto delle conoscenze umane e delle regole che ordinano il vivere civile.

Allo stesso modo, nella società esistono leggi naturali, come ad esempio quelle che regolano la produzione della ricchezza, che non possono subire limitazioni, ma devono seguire le libertà dei singoli individui che naturalmente ricercano il proprio utile e la propria felicità. Ma tutta questa energia prodotta sarebbe inutile, e potenzialmente dannosa, se non fosse guidata e trasformata da un meccanismo sociale, determinato secondo le leggi dell'etica, capace di distribuire questa ricchezza in modo da trasformarla in ricchezza sociale. 
I Principi di economia politica espongono il problema della divisione tra la produzione e la distribuzione della ricchezza, presentandoci una tra le più brillanti proposte sociali di Mill: la fusione dell'idea liberale con le idee socialiste sulla distribuzione:
se le leggi di produzione dipendono dalla necessità naturale, le leggi della distribuzione dipendono dalla volontà umana, e su queste leggi si può agire.
Mill auspica infatti che il criterio utilitaristico, ereditato dal maestro Bentham e dal padre, (cioè del maggior benessere per il maggior numero) possa guidare le riforme necessarie per una più equa distribuzione della ricchezza.
Anche Mill è quindi convinto che l'egoismo possa esser congiunto all'altruismo, poiché la felicità umana deriva anche dalla felicità dei propri simili e dalla promozione della stessa.

### On Liberty(1859)
Nel celebre Saggio sulla libertà (titolo originale: On Liberty), uno dei capisaldi della cultura filosofica della società moderna, Mill sostiene che un individuo è libero di raggiungere la propria felicità come meglio crede e nessuno può costringerlo a fare qualcosa con la motivazione che è meglio per lui, ma potrà al massimo consigliarlo; l'unico caso in cui si può interferire sulla libertà d'azione è quando la libertà di uno provochi danno a qualcun altro: solo ed unicamente in questo caso l'umanità è giustificata ad agire allo scopo di proteggersi. In tal senso lo Stato è giustificato ad indirizzare la vita degli individui solo quando il comportamento di uno di essi danneggia gli altri. Solo in tal caso potrebbe essere giustificabile la limitazione della libertà dei cittadini da parte dello Stato; il concetto di libertà di Mill si avvicina molto a quello di Alexis de Tocqueville, di cui fu grande amico.
Molto importanti sono anche le argomentazioni con cui Mill sostiene la sua tesi. Impedire l'espressione di un'opinione è sempre e comunque un sopruso: infatti, se l'opinione è giusta, a coloro che ne dissentono viene loro impedito di conoscere la verità; invece, nel caso in cui essa sia sbagliata, coloro che ne dissentono sarebbero privati di un beneficio ancora più grande, quello di veder rafforzata la verità medesima a paragone con l'errore.

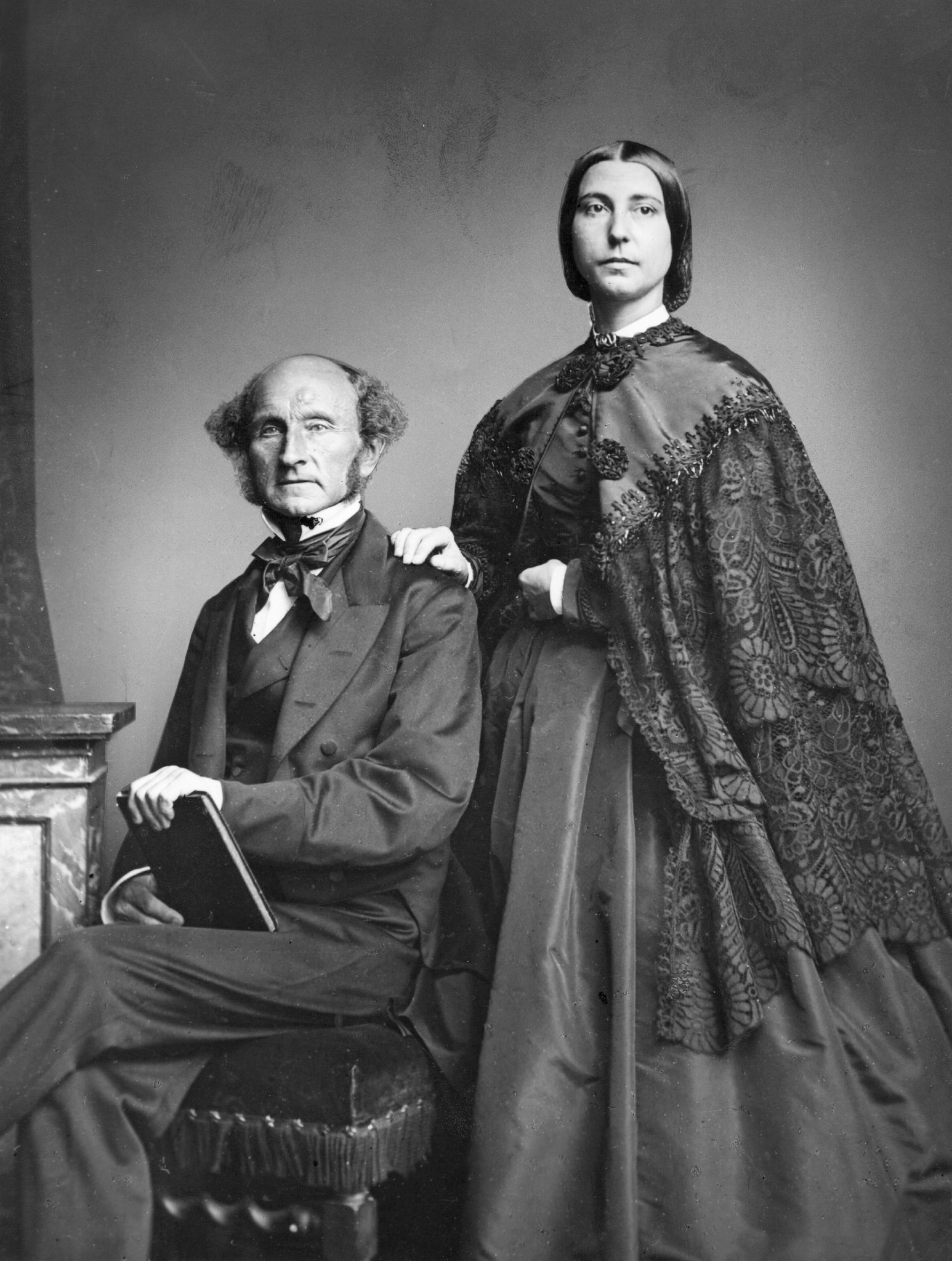
John Stuart Mill con la figliastra Helen Taylor, figlia della moglie Harriet Taylor Mill e collaboratrice del patrigno

A fondamento di ciò vi è la convinzione che mentre l'unanimità non è mai utile, la diversità è invece sempre altamente auspicabile; questo perché l'uomo, che è di per sé relativo, non può avere sempre verità assolute, e quello che è falso oggi potrebbe essere vero domani (e viceversa). L'anticonformismo è apprezzabile e l'originalità di ogni uomo va sempre valorizzata e mai annullata.
Il suo pensiero politico-economico è quindi attestato su posizioni di liberalismo radicale, per cui la valorizzazione dell'individuo e dei suoi spazi di libertà fanno sì che lo Stato si ordini sulla «libertà civile», della quale è protettore. L'unica interferenza ammissibile da parte dello Stato, affinché si eviti un danno effettivo a un terzo, riguarda la sola sfera della difesa e tutela delle libertà personali:
- la libertà di coscienza, pensiero ed espressione;
- la libertà di perseguire la felicità;
- la libertà di associazione.

Allo stesso tempo, però, si è visto in Mill anche il fondatore del liberalsocialismo; così, ad esempio, nelle analisi di Norberto Bobbio e Nadia Urbinati, in anni recenti, e già in precedenza in quelle di Ludwig von Mises (si veda il suo saggio Sozialismus, in cui Mill è definito "il più grande avvocato del socialismo") e Leonard Trelawny Hobhouse (nel suo Liberalism).
Religione e morale
Nel trattato, Mill si dice contrario alla poligamia dei mormoni, ma difende il principio di tolleranza religiosa e il loro diritto a organizzarsi in comunità pacifiche e autonome, rispettose delle leggi, analogamente ai poligami esistenti fra musulmani, indù e cinesi. Afferma che i cristiani hanno diritto a inviare dei missionari predicatori o di andarsene se non gradiscono lo stile di vita di tali comunità, ma non quello di interferire con la vita di comunità così lontane da loro.

Condanna il Puritanesimo di Carlo II e ogni tentativo dello Stato di limitare e regolare la libertà di opinione, i gusti e le condotte, anche in materia sessuale, degli individui che non abbiano impatti limitanti la sfera privata altrui o su quella pubblica.
In modo antisimmetrico, legittima la repressione anticristiana e l'intolleranza religiosa dell'imperatore Marco Aurelio, giudicato un autentico ricercatore della verità e il maggiore virtuoso e sapiente stoico fra i filosofi del suo tempo.
Istruzione
In materia di istruzione, teorizza un sistema in cui vige la libertà di scelta educativa delle famiglie e la libertà di insegnamento. Lo Stato fissa l'età dell'obbligo scolastico universale e i contenuti minimi di cultura generale che tutti devono possedere, nonché le relative modalità di verifica annuale di quelle obbligatorie e la facoltà di ottenere una certificazione pubblica e priva di valore legale per le altre competenze facoltative. Gli esami dovrebbero limitarsi ai fatti e alla scienza positiva, e al dato storico nel caso di religione, politica o altri argomenti controversi. Lo Stato ideale di Mill promuove la nascita di scuole università private autonome e autogestite, e solo in via residuale crea istituzioni educative proprie o società per azioni che le gestiscono. Fissa la remunerazione minima dei docenti e le sovvenzione per le tasse e spese scolastiche delle famiglie meno abbienti, garantendo a tutti il diritto all'istruzione obbligatoria.
In tema di matrimonio, afferma che le «leggi che in molti paesi del Continente vietano il matrimonio se le parti contraenti non possono dimostrare di avere i mezzi sufficienti a mantenere una famiglia, non esulano dai poteri legittimi dello Stato». In modo simile, lo Stato avrebbe il diritto di pianificare le nascite a livello famigliare, limitando il numero di coloro che andrebbero a creare un eccesso di offerta di lavoro rispetto alla domanda, deprezzando il prezzo di equilibrio del mercato. Anche il controllo dello sviluppo delle inclinazioni dei figli e della scelta di un percorso formativo o professionale particolare sarebbero giustificate nell'interesse di quanti entrano in relazione con loro, «quando indulgervi può portare a una vita di infelicità e depravazione per genitori e figli, con molteplici mali per chiunque sia sufficientemente vicino da subirne le conseguenze».

### The Subjection of Women(1869)
Influenzato anche dalle idee femministe della moglie Harriet Taylor e da quelle della figliastra Helen, Mill scrisse nel 1869 La servitù delle donne, in cui rivendica la parità dei sessi nel diritto di famiglia e il suffragio universale, sostenendo che ciò migliorerà anche gli uomini, i quali smetteranno di sentirsi superiori solo per il fatto di essere maschi e metterà fine all'ultimo residuo di schiavitù legale esistente dopo l'abolizione della schiavitù dei neri negli Stati Uniti.

## Opere
- (1843) A System of Logic (Un Sistema di Logica) - Sesto capitolo tradotto in francese da Gustave Belot[10]
- (1844) Essays on Some Unsettled Questions of Political Economy (Saggi su alcune Questioni Aperte di Economia Politica)
- (1848) Principles of Political Economy (Principi di Economia Politica)
- (1859) On Liberty (Saggio sulla libertà)
- (1861) Utilitarianism (Utilitarismo)
- (1861) Considerations on Representative Government (Considerazioni sul governo rappresentativo)
- (1869) The Subjection of Women (Sull'asservimento delle donne)
- (1873) Autobiography (Autobiografia)
- (1874) Essays on Religion (Saggi sulla religione)

### Edizioni
- (EN) John Stuart Mill, Principles of political economy. 1, Toronto, Kegan ; Routledge ; University Press Toronto, 1965. URL consultato il 20 giugno 2015.

- (EN) John Stuart Mill, Principles of political economy. 2, Toronto, Kegan ; Routledge ; University Press Toronto, 1965. URL consultato il 20 giugno 2015.

- (EN) John Stuart Mill, Essays on economics and society. 1, Toronto, Kegan ; Routledge ; University Press Toronto, 1967. URL consultato il 20 giugno 2015.

- (EN) John Stuart Mill, Essays on economics and society. 2, Toronto, Kegan ; Routledge ; University Press Toronto, 1967. URL consultato il 20 giugno 2015.

## Opere tradotte in italiano
- La servitù delle donne, traduzione e prefazione di Anna Maria Mozzoni, Milano, 1926.
- Autobiografia, a cura di Franco Restaino, Roma-Bari, Laterza, 1976.
- La libertà. L'utilitarismo. L'asservimento delle donne, traduzione e note di Enrico Mistretta, Introduzione di Eugenio Lecaldano, Milano, BUR Rizzoli, 1999.
- Principi di economia politica, a cura di B. Fonta, Torino, Utet, 2006 (due volumi).
- Economia e scienze sociali, Soveria Mannelli, Rubbettino, 2004.
- Sulla libertà, testo inglese a fronte, a cura di G. Mollica, Milano, Bompiani, 2000.
- Tre saggi sulla religione, a cura di Ludovico Geymonat, Milano, Feltrinelli, 1950 (ristampa 2006).
- Sistema di logica raziocinativa e induttiva, a cura di Giorgio Facchi, Roma, Ubaldini, 1968.
- Sistema di logica deduttiva e induttiva, a cura di Mario Trinchero; introduzione di Franco Restaino, Torino, UTET, 1988.
- La libertà, prefazione di Ernesto Galli della Loggia, I classici del pensiero libero, RCS 2009